# Red Hat

Il borsalino o fedora, nel logo ufficiale di Red Hat.

Red Hat, Inc. è una società multinazionale statunitense che si dedica allo sviluppo software e al supporto di software libero e open source in ambiente enterprise ovvero aziendale. Fondata nel 1993, ad oggi dispone di una sede principale a Raleigh (Carolina del Nord), affiancata da numerose altre sedi secondarie sparse in tutto il mondo.
Ad essa è solitamente associato il suo sistema operativo per gli ambienti enterprise, Red Hat Enterprise Linux, e la sua acquisizione dell'application server open-source JBoss, occupandosi più generalmente di sistemi operativi, middleware, applicazioni, prodotti per il management, supporto, istruzione e servizi di consulenza in questi ambiti.
Crea, mantiene e contribuisce a diversi progetti di software libero. Inoltre, ha anche acquisito i diritti su diversi pacchetti di software proprietario per poi rilasciarne il codice sorgente—per lo più sotto licenza GNU GPL—tenendone il copyright sotto una singola entità commerciale e vendendo sottoscrizioni agli utenti. Nel giugno 2013, Red Hat è l'azienda che più contribuisce a Linux. È stata la prima società fornitrice di soluzioni open source ad essere quotata nella Borsa dei titoli tecnologici di Wall Street, il NASDAQ.
Il 28 ottobre 2018 IBM annunciava di aver acquistato interamente Red Hat per $34 miliardi. Nel luglio 2019, completata la colossale acquisizione, IBM assume al 100% il controllo dell'azienda, che tuttavia rimane indipendente e mantiene una propria sede a Raleigh.

## Storia
Nel 1993 Bob Young rileva la ACC Corporation, azienda dedicata alla vendita a catalogo di accessori e libri in ambito di software Linux e UNIX e alla distribuzione del periodico New York UNIX. L'anno successivo, Marc Ewing crea una distribuzione Linux chiamata Red Hat Linux. Il nome deriva dal fatto che, quando frequentava l'università, Ewing indossava spesso un cappello rosso da lacrosse dell'Università di Cornell che gli era stato regalato da suo nonno. Questa versione del sistema operativo viene pubblicata in ottobre e diventa per questo famosa come «versione di Halloween». Successivamente, nel 1995, Young compra l'impresa di Ewing, fondando la Red Hat Software, nella quale Young ricopre il ruolo di amministratore delegato.
Red Hat entra nel mercato l'11 agosto 1999 e ottiene l'ottavo posto per guadagno del primo giorno nella storia di Wall Street.
Matthew Szulik succede a Bob Young come CEO nel dicembre di quell'anno.
Il 15 novembre 1999 acquisisce Cygnus Solutions che si occupava di supporto commerciale per il software libero e ospitava numerosi sviluppatori di progetti GNU come lo GNU Debugger e il GNU Binutils. Uno dei fondatori di Cygnus, Michael Tiemann, diventa CTO di Red Hat e, nel 2008, il vicepresidente del Open Source Affairs di Red Hat. Più tardi, l'azienda rileva Wirespeed, C2Net e Hell's Kitchen Systems
Nel febbraio 2000, InfoWorld assegna a Red Hat il suo quarto consecutivo premio “Operating System Product of the Year” per Red Hat Linux 6.1. Nello stesso mese, nel 2002, Red Hat sposta la sua sede centrale da Durham al Centennial Campus dell'Università statale della Carolina del Nord a Raleigh (Carolina del Nord); durante il mese successivo inizia a proporre Red Hat Linux Advanced Server, più tardi rinominato Red Hat Enterprise Linux (RHEL) per il quale Dell, IBM, HP, e Oracle Corporation annunciano il loro supporto.
Nel dicembre 2005, il periodico "CIO Insight” conduce il suo sondaggio annuale "Vendor Value Survey" nel quale Red Hat figura al primo posto per il secondo anno di fila. Le azioni di Red Hat entrano infine a far parte del NASDAQ-100 il 19 dicembre 2005.
Red hat acquisisce JBoss Inc. il 5 giugno del 2006, e Jboss ne diventa una divisione. Qualche mese dopo, il 18 settembre 2006 viene rilasciata la Red Hat Application Stack, che integra la tecnologia di Jboss ed è certificata da altri rinomati venditori di software.. Il 12 ottobre 2006, le azioni di Red Hat si spostano quindi dal NASDAQ (RHAT) al New York Stock Exchange (RHT). L'anno successivo, Red Hat rileva Meta Matrix e stringe un accordo con Exadel per distribuire il suo software.
Il 15 marzo 2007 rilascia Red Hat Enterprise Linux 5 e, in giugno, acquisisce Mobicents e, il 13 marzo 2008, Amentra, azienda che si occupa di integrazione di sistemi per Service-oriented architecture, Business Process Management, Ciclo di vita del software e servizi enterprise-data. Amentra opera tuttora come compagnia indipendente.
Il 27 luglio 2009 prende il posto di CIT Group nello Standard and Poor's 500 stock index, un indice delle 500 compagnie americane più importanti a livello economico.
Questo evento è ritenuto una pietra miliare per Linux.
Nel gennaio 2011 ha annunciato che si sarebbe espansa in due fasi: in primo luogo aggiungendo 540 dipendenti alla sede di Raleigh, investendoci più di 109 milioni di dollari; secondariamente, ha annunciato “l'espansione verso nuove tecnologie come software virtualization e cloud technology”
Il 25 agosto 2011 ha reso pubblico che avrebbe spostato circa 600 impiegati dal Centennial Campus dell'Università statale della Carolina del Nord alla Two Progress Plaza, grattacielo costruito nel 2004 a Raleigh (Carolina del Nord) noto anche come Red Hat Tower. La cerimonia di inaugurazione della nuova sede è stata tenuta il 24 giugno 2013.
Nel 2012 è diventata la prima compagnia open source a toccare il miliardo in entrate, raggiungendo 1.13 miliardi di dollari di fatturato durante l'anno fiscale.
Nel gennaio 2018 acquisisce CoreOS, azienda specializzata nella tecnologia dei container Linux.
Ad oggi sponsorizza lo sviluppo di Fedora, una distribuzione Linux gratuita mantenuta dalla comunità di utenti. Red Hat Enterprise Linux è mantenuta come una fork di Fedora.
Nell'ottobre 2018 viene acquisita da IBM per 34 miliardi di dollari (190 dollari per azione, oltre 70 dollari sopra l'ultima valutazione del titolo); si tratta della maggiore acquisizione nella storia IBM che può così migliorare la propria offerta cloud e puntare alla leadership nel settore.

## Programmi e progetti

### One Laptop Per Child
Gli ingegneri di Red Hat collaborano con l'iniziativa One Laptop Per Child, un'organizzazione no profit, per realizzare e produrre computer portatili economici destinati ai bambini. Il sistema operativo di questi computer è una versione alleggerita di Fedora.

### Opensource.com
Red Hat produce la pubblicazione on-line opensource.com. Il sito mette in evidenza modi principi open source si applicano in domini diversi dallo sviluppo del software. Il sito segue l'applicazione della filosofia open source per le imprese, istruzione, pubblica amministrazione, la legge, la salute e la vita.

### OpenShift
OpenShift, è una piattaforma cloud computing, con applicazioni di supporto scritte in Node.js, PHP, Perl, Python, Ruby, JavaEE.

### OpenStack
OpenStack è un progetto IaaS cloud computing di Rackspace Cloud e NASA.
Dal codice sorgente di Red Hat è derivato un sistema operativo molto simile dal nome CentOS, disponibile gratuitamente per il download e l'uso senza però il supporto tecnico offerto da Red Hat.

## Utilities and tools
Al di là dei prodotti principali, i programmatori di Red Hat hanno prodotto software di programmazione-strumenti e utilità per integrare software standard Unix e Linux. Alcuni di questi "prodotti" si sono diffusi in una comunità più ampia. Tali programmi includono:
- Disk Druid
- RPM
- SystemTap - strumento di analisi per il kernel di Linux, sviluppato con IBM, Hitachi, Oracle[33] e Intel.[34]
- NetworkManager

## Costi delle piattaforme
Alla data del 15 gennaio 2023 i prezzi minimi delle varie piattaforme di RHEL sono:
Red Hat Enterprise Linux Workstation 179$
Red Hat Enterprise Linux for IBM Power Little Endian 269$
Red Hat Enterprise Linux Server 349$
Red Hat Enterprise Linux Developer Workstation 299$
Red Hat Enterprise Linux Developer Suite 99$
Red Hat Enterprise Linux for SAP Solutions 1.749$
Red Hat Enterprise Linux for Virtual Datacenters 2.499$
Red Hat Enterprise Linux Developer Support 5.000$

## Fusioni e acquisizioni
La prima acquisizione importante di Red Hat è stata la Delix Computer GmbH-Linux Div, la divisione di Delix Computer, compagnia tedesca, che lavorava con sistemi operativi Linux, nel luglio del 1999.
Ha acquisito poi, nel gennaio 2000, la Cygnus Solutions, una compagnia che si occupava del supporto commerciale per il software libero ed è stata, con una cifra di $674 milioni, la sua acquisizione maggiore. Michael Tiemann, cofondatore di Cygnus, divenne CFO di Red Hat dopo l'acquisizione.
Continuò con le acquisizioni per tutto il 2000, raggiungendone il numero massimo della sua storia. Le cinque di quell'anno sono: Cygnus Solutions, Bluecurve, Wirespeed Communications, Hell's Kitchen Systems e C2Net.
Nel giugno del 2006 ha acquisito anche il gestore di middleware open source JBoss per $420 milioni e l'ha integrata come sua divisione.
Nel dicembre del 1998 ha compiuto il suo primo disinvestimento, quando Intel e Netscape hanno acquisito alcune quote di minoranza. L'anno successivo, Compaq, IBM, Dell e Novell hanno a loro volta ottenuto alcune quote di minoranza di Red Hat.

### Acquisizioni
| Data              | Compagnia                      | Business                            | Paese       | Valuta (USD)  | References    |
| ----------------- | ------------------------------ | ----------------------------------- | ----------- | ------------- | ------------- |
| 30 luglio 1999    | Atomic Vision                  | Design di siti internet             | Stati Uniti | —             | [ 35 ] [ 36 ] |
| 30 luglio 1999    | Delix Computer GmbH-Linux Div  | Computer e software                 | Germania    | —             | [ 37 ]        |
| 11 gennaio 2000   | Cygnus Solutions               | gcc, gdb, binutils                  | Stati Uniti | 674.444.000 $ | [ 38 ]        |
| 26 maggio 2000    | Bluecurve                      | Software di IT management           | Stati Uniti | 37.107.000 $  | [ 39 ]        |
| 1º agosto 2000    | Wirespeed Communications       | Software internet                   | Stati Uniti | 83.963.000 $  | [ 40 ]        |
| 15 agosto 2000    | Hell's Kitchen Systems         | Software internet                   | Stati Uniti | 85.624.000 $  | [ 41 ]        |
| 13 settembre 2000 | C2Net                          | Software internet                   | Stati Uniti | 39.983.000 $  | [ 42 ]        |
| 5 febbraio 2001   | Akopia                         | Siti di ecommerce                   | Stati Uniti | —             | [ 43 ]        |
| 28 febbraio 2001  | Planning Technologies          | Consulenza                          | Stati Uniti | 47.000.000 $  | [ 44 ]        |
| 11 febbraio 2002  | ArsDigita                      | Gestione di patrimonio e dipendenti | Stati Uniti | —             | [ 45 ]        |
| 15 ottobre 2002   | NOCpulse                       | Software                            | Stati Uniti | —             | [ 46 ]        |
| 18 dicembre 2003  | Sistina Software               | GFS, LVM, DM                        | Stati Uniti | 31.000.000 $  | [ 47 ]        |
| 30 settembre 2004 | Netscape Security-Certain Asts | Alcune risorse                      | Stati Uniti | —             | [ 48 ]        |
| 5 giugno 2006     | JBoss                          | Middleware                          | Stati Uniti | 420.000.000 $ | [ 49 ]        |
| 6 giugno 2007     | MetaMatrix                     | Software di information management  | Stati Uniti | —             | [ 50 ]        |
| 19 giugno 2007    | Mobicents                      | Software di telecomunicazioni       | Stati Uniti | —             | [ 51 ]        |
| 13 marzo 2008     | Amentra                        | Consulenza                          | Stati Uniti | —             | [ 52 ]        |
| 4 giugno 2008     | Identyx                        | Software                            | Stati Uniti | —             | [ 53 ]        |
| 4 settembre 2008  | Qumranet                       | KVM, RHEV, SPICE                    | Israele     | 107.000.000 $ | [ 54 ]        |
| 30 novembre 2010  | Makara                         | Enterprise software                 | Stati Uniti | —             | [ 55 ]        |
| 4 ottobre 2011    | Gluster                        | GlusterFS                           | Stati Uniti | 136.000.000 $ | [ 56 ]        |
| 27 giugno 2012    | FuseSource                     | Software enterprise                 | Stati Uniti | —             | [ 57 ]        |
| 28 agosto 2012    | Polymita                       | Software enterprise                 | Spagna      | —             | [ 58 ]        |
| 20 dicembre 2012  | ManageIQ                       | Software di orchestrazione          | Stati Uniti | 104.000.000 $ | [ 59 ]        |
| 7 gennaio 2014    | The CentOS Project             | CentOS                              | Stati Uniti | —             | [ 60 ] [ 61 ] |
| 30 aprile 2014    | Inktank Storage                | Ceph                                | Stati Uniti | 175.000.000 $ | [ 62 ]        |
| 18 giugno 2014    | eNovance                       | Servizi di integrazione OpenStack   | Francia     | 95.000.000 $  | [ 63 ]        |
| 18 settembre 2014 | FeedHenry                      | Piattaforme per applicazioni mobile | Irlanda     | 82.000.000 $  | [ 64 ]        |
| 16 ottobre 2015   | Ansible                        | Configuration management            | Stati Uniti | —             | [ 65 ]        |
| 22 giugno 2016    | 3scale                         | API management                      | Stati Uniti | —             | [ 66 ]        |
| 30 gennaio 2018   | CoreOS                         | Linux containers                    | Stati Uniti | —             | [ 67 ]        |

### Disinvestimenti
| Data             | Acquirente        | Compagnia target | Business target      | Paese dell'acquirente | Valore (USD) | References |
| ---------------- | ----------------- | ---------------- | -------------------- | --------------------- | ------------ | ---------- |
| 14 dicembre 1998 | Intel Corporation | Red Hat          | Software open source | Stati Uniti           | —            | [ 68 ]     |
| 9 marzo 1999     | Compaq            | Red Hat          | Software open source | Stati Uniti           | —            | [ 69 ]     |
| 9 marzo 1999     | IBM               | Red Hat          | Software open source | Stati Uniti           | —            | [ 70 ]     |
| 9 marzo 1999     | Novell            | Red Hat          | Software open source | Stati Uniti           | —            | [ 71 ]     |

1. ↑  Delix Computer GmbH-Linux Div was acquired from Delix Computer.
2. ↑  Netscape Security-Certain Asts was acquired from Netscape Security Solutions.
3. ↑  Intel Corporation acquired a minority stake in Red Hat.
4. ↑  Compaq acquired a minority stake in Red Hat.
5. ↑  IBM acquired a minority stake in Red Hat.
6. ↑  Novell acquired a minority stake in Red Hat